# Skipwith
Skipwith est un village et une paroisse civile du Yorkshire du Nord, en Angleterre. Il est situé dans le sud du comté, à 6 km au nord-est de la ville de Selby. Au recensement de 2011, il comptait 266 habitants et au recensement de 2021, il comptait 282 habitants.